# ベノッツォ・ゴッツォリ
ベノッツォ・ゴッツォリ（伊: Benozzo Gozzoli, 1421年頃 - 1497年10月4日）は、フィレンツェ出身のイタリア・ルネサンスの画家。ゴッツォリの最も知られている作品は、メディチ・リカルディ宮にある連作の壁画である。驚くほどディテールに凝った、華やいだ、活気溢れる行進が描かれていて、国際ゴシックがゴッツォリの絵に影響を及ぼしていることを示している。

## 生涯
ゴッツォリは本名をベノッツォ・ディ・レーゼ（Benozzo di Lese）と言い、1421年頃、サンティラーリオ・ア・コロンバーノ村で生まれた。1427年、家族ともどもフィレンツェに引っ越した。ジョルジョ・ヴァザーリによると、最初はフラ・アンジェリコの弟子兼助手だったということである。彼はフラ・アンジェリコから、明るいパレットを、フレスコ画へとトランスレートした。フィレンツェのサン・マルコ修道院にあるいくつかの作品は、アンジェリコのデザインをゴッツォリが仕上げたものである。1444年から1447年にかけて、ロレンツォ＆ヴィットリオ・ギベルティ親子と共同で、サン・ジョヴァンニ礼拝堂の楽園の扉を制作した。
1447年5月23日、ゴッツォリはアンジェリコと共に、ローマ教皇エウゲニウス4世の依頼で、バチカン宮殿礼拝堂の装飾をした。さらに二人は、次のローマ教皇、ニコラウス5世のためにも、Niccoline礼拝堂を手掛け、それは1448年6月までかかった。1449年から、サンタ・マリア・ソプラ・ミネルヴァ教会に『聖母子』の旗を作りはじめたが、おそらくデザインはアンジェリコだったと思われる。さらにローマにとどまり、サンタ・マリア・イン・アラチェーリ教会に『聖アントニウスと2人の天使』というフレスコ画を制作した。アンジェリコとの最後の共同制作はウンブリアのオルヴィエート大聖堂の丸天井だった。
- ウンブリア時代

1449年、ゴッツォリはアンジェリコの元を離れ、ウンブリアに移った。1450年から、ナルニで『受胎告知』の制作に取りかかるが、その絵には、OPU[S] BENOT[I] DE FLORENT[IA]という署名がある。モンテファルコ近郊のサン・フォルトゥナート修道院では、『聖者たち、天使たちと聖母子』他3作を描いた。その3作の1つは、聖母の帯を受け取る聖トマスが描かれた祭壇画で、現在Pontifical Museum of Christian Antiquitiesにあり、ゴッツォリの初期の作風とアンジェリコの作風との類似を示している。ゴッツォリは次に、モンテファルコのサン・フランチェスコ修道院の聖歌隊席を、3通りの聖者の一生の絵とさまざまなアクセサリーでいっぱいに充たした。絵の中には、ダンテ、ペトラルカ、ジョットの顔も見えた。この仕事は1452年に仕上げた。アンジェリコの作風はまだ残っていたものの、ジョットの影響もそこかしこに見られた。さらに、同教会の聖ヒエロニムス礼拝堂に、『聖者と聖母』、『キリスト磔刑』などのフレスコ画を描いた。
途中ヴィテルボに行きはしたが、おそらく1456年までゴッツォリはモンテファルコに腰を落ち着けていたものと思われる。助手としてピエル・アントニオ・メッツァストリスを雇っていた。それからゴッツォリはペルージャに行き、教会に『聖母子』を描いた。この絵は現在、地元のアカデミーにある。それからすぐに故郷のフィレンツェに戻るが、その当時のフレンツェはクアトロチェント美術の中心地になっていた。1459年から1461年にかけて、ゴッツォリはおそらく彼の代表作であろう作品に着手する。メディチ・リカルディ宮のマギ礼拝堂に描いたフレスコ画『東方三博士のベツレヘムへの旅』ならびに説教壇に描いた『楽園の天使たち』である。『東方三博士の旅』の中には、メディチ家の人々の姿が見え、さらに行列の絵の中には自画像を描き加え、その帽子の縁に自分の名前を記した。
現在ロンドンのナショナル・ギャラリーにある『聖者たちと聖母子』は1461年の作品で、ゴッツォリはまだフィレンツェにいた。同ギャラリーにある小さな絵『ヘレネの略奪』はゴッツォリの作品か信憑性が問われている。
- トスカーナの後半生

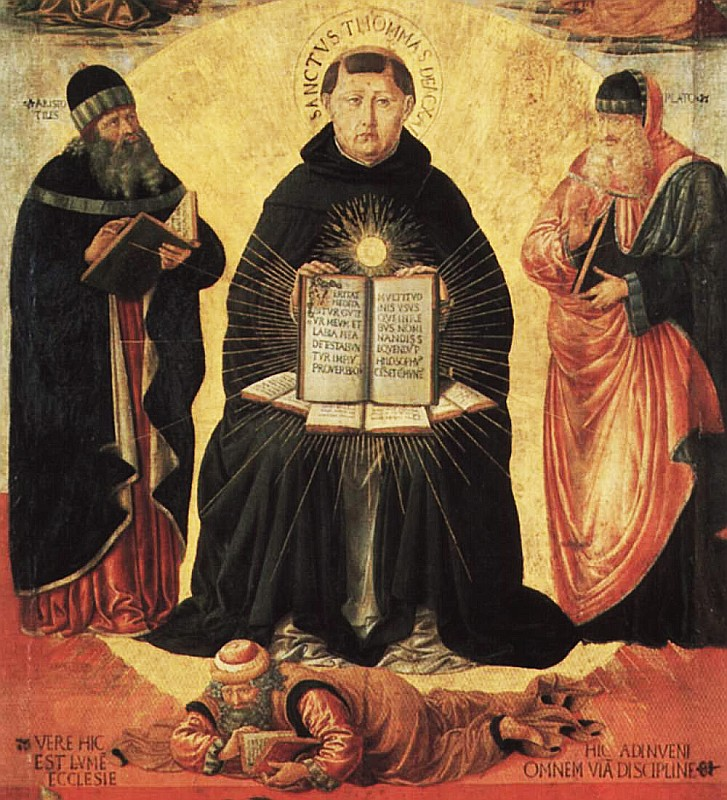
ベノッツォ・ゴッツォリ『聖トマス・アクィナスの栄光』パリ、ルーヴル美術館

1464年、ゴッツォリはフィレンツェを後にし、コッレジャータ・ディ・サン・ジミニャーノ教会の仕事のため、トスカーナに移った。その地でゴッツォリはいくつかの大規模な作品を手掛けた。まず、サンタゴスティーノ教会に『黒死病から町を守る聖セバスティアヌス』（1464年）を、同教会のすべての聖歌隊席に、さまざまなアクセサリーとともに、3通りの聖アウグスティヌスの伝説（タガステの学校に入り、埋葬されるまでの）の17の場面を、ピエーヴェ・ディ・サン・ジミニャーノに『セバスティアヌスの受難』他を、さらに、トスカーナとその近辺で、ゴッツォリはたくさんの絵を描いた。ゴッツォリの作風はフィリッポ・リッピのある部分に、ゴッツォリ独自の要素を混ぜたようになっていた。また、ジュスト・ダンドレアの協力を受けた。
トスカーナには1467年まで居て、1469年から、ゴッツォリはピサのカンポサントで仕事を始めた。旧約聖書から、『ワインを発明したノア』から『ソロモン王を訪問するシバの女王』まで、全部で24の場面から成る連作の大作壁画である。1年に3作、1作あたり10ダカット（中世ヨーロッパの貨幣単位で、1911年の換算では当時の100イタリア・リラに相当）の契約だった。しかし、この契約は遵守されたわけではない。現実には2年間に3作のペースでしか完成しなかった。おそらく描く人物と装身具の膨大さで、制作の遅れを許してもらえたのだろう。
1470年1月までに、『ノアとその家族』、『ハムの呪い』、『バベルの塔』（この絵の中にはコジモ・デ・メディチ、若きロレンツォ・デ・メディチ、アンジェロ・ポリツィアーノなどの顔も見える）、『ソドム滅亡』、『アブラハムの勝利』、『レネッカとラケルの結婚』、『モーゼの一生』、などが完成した。カンポサントの門と向かい合うアンマンナーティ礼拝堂にも、『東方三博士の礼拝』を描いた。その中にはゴッツォリの姿も描かれている。

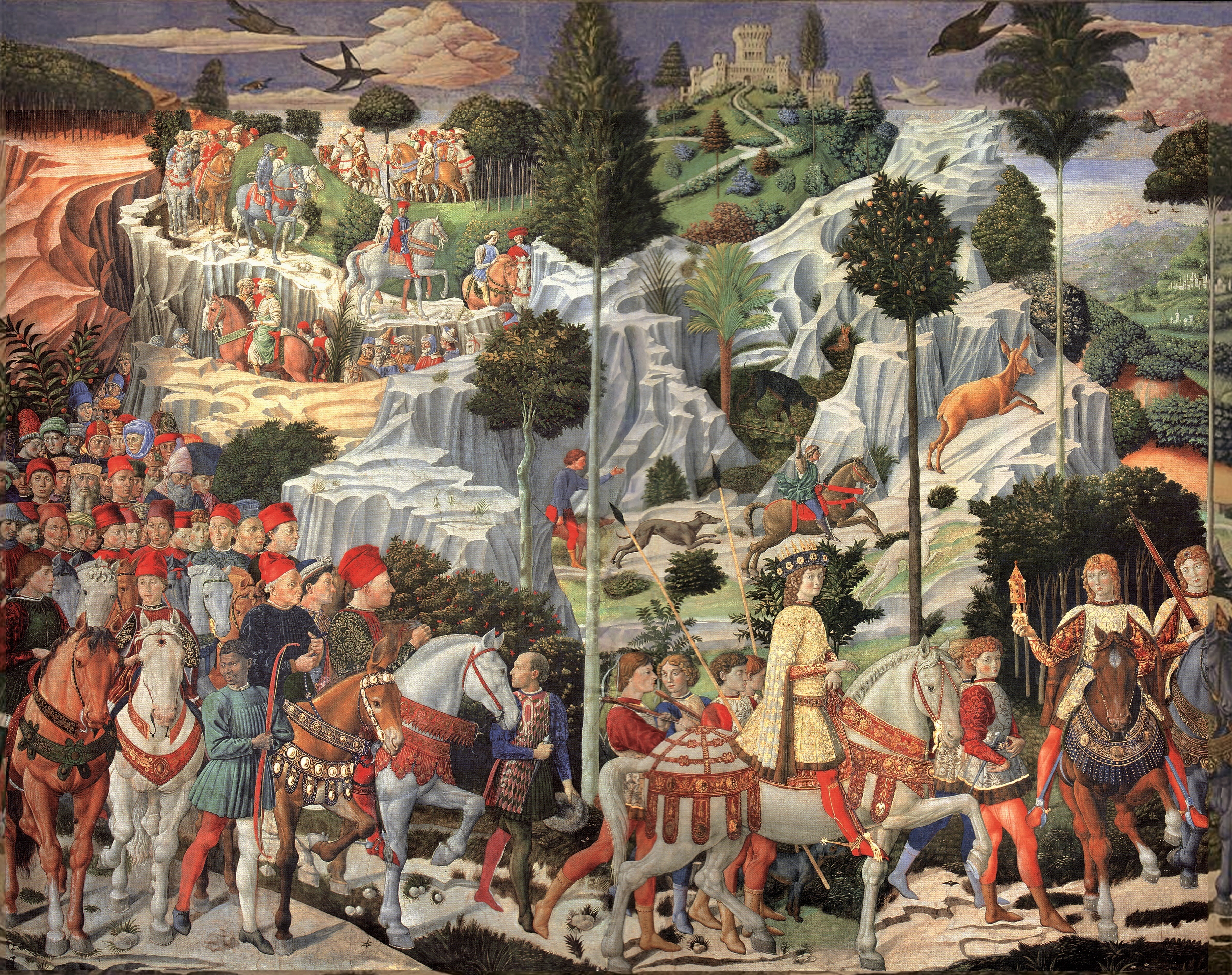
ベノッツォ・ゴッツォリ『三賢者』（1459年 - 1461年）フレスコ/フィレンツェ、メディチ・リカルディ宮マギ礼拝堂

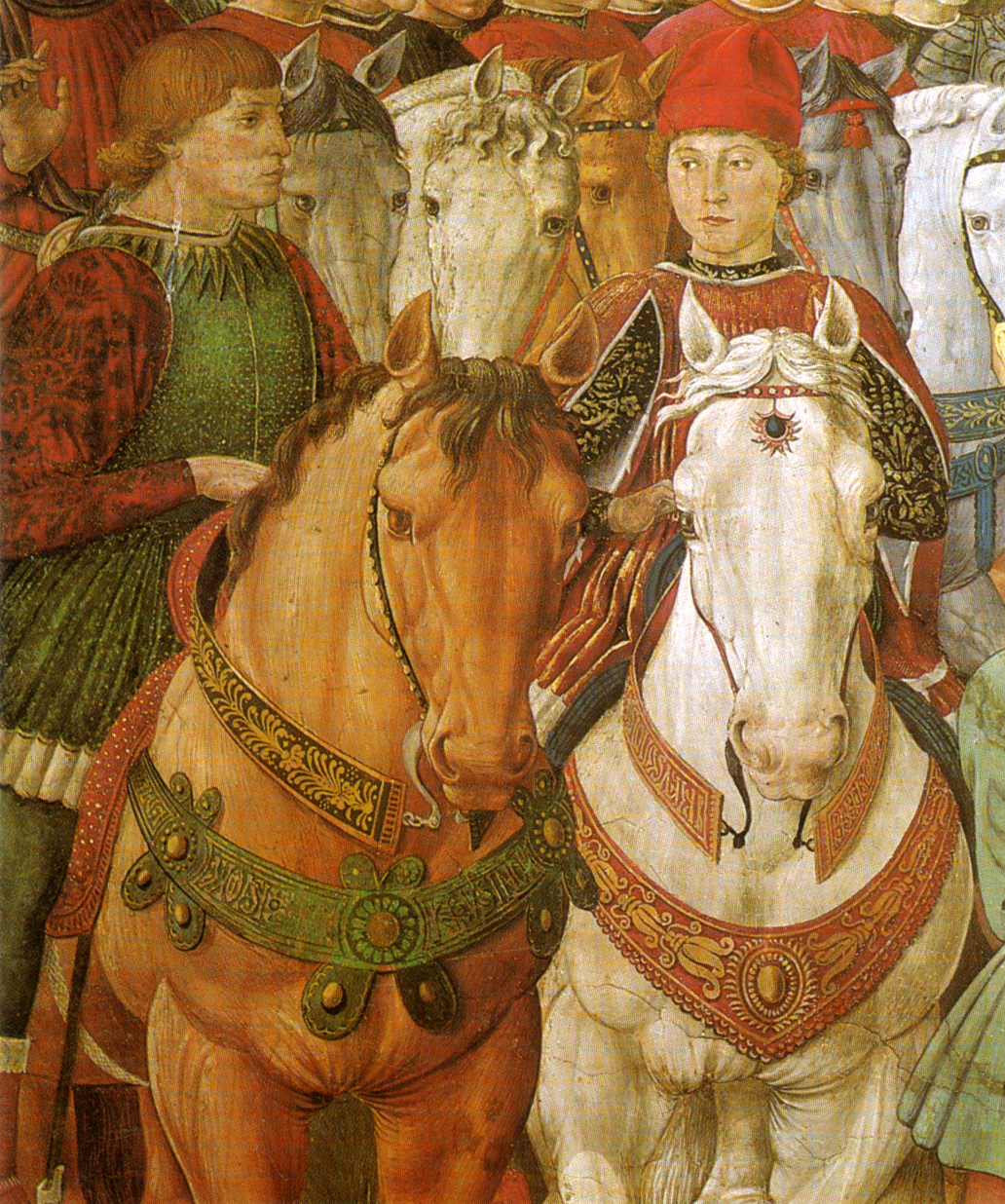
上の絵のディテール

おそらくザノービ・マッキャベリの協力もあって、ゴッツォリはこの途方もない大作を仕上げることができた。結局16年かかった（なお、ピサ滞在中、ゴッツォリは他にいくつかの作品も手掛けている。その中の一つ『聖トマス・アクィナスの栄光』は現在ルーヴル美術館にある）。
1497年、ゴッツォリはピストイアで亡くなった。死因は疫病と思われる。
ゴッツォリは1478年、ピサ政府から、尊敬の証として、カンポサントの墓を与えられていた。ピサには自分の家も持っていた。地元フィレンツェにも複数の家と土地を所有していた。ゴッツォリの生涯を通しての真面目さは、その師フラ・アンジェリコと並ぶと言われている。
ゴッツォリの絵は、崇高さの点で、同時代の巨匠たちとは比較できない。しかし、絵画としての魅力はある。贅沢に生き生きと画面を賑わす人物たち・オブジェ。鳥や動物（とくに犬）などがひしめきあう背景は、どんな先達の作品より、バラエティ豊かで、魅惑的である。ゴッツォリの作品にぎっしり描きこまれた人物たちは、悲劇的な場面、騒乱する場面よりも、楽しそうにのびのびしている時の方が、より真に迫って見える。その色彩も明るくはなやいでいる。概して、ゴッツォリの才は、独創性というより、融通がきくこと、指示性にある。一方、デッサンや建物の遠近法に関しては、とくに端に向かうほど、欠点を露呈している。また、フレスコを描くのにもテンペラの技法で描いていた。とはいえ、その作品の力強さ、おびただしい作品の数は、ゴッツォリが疲れを知らぬ人間工場のごとき画家であったことの、何よりの証拠である。

## 主な作品
- ヘレネの略奪（1437年頃 - 1439年）テンペラ、板、51 x 61 cm/ロンドン、ナショナル・ギャラリー
- 墓場の女たち（1440年 - 1441年）フレスコ/フィレンツェ、サン・マルコ教会
- マギの崇拝（1440年 - 1441年）フレスコ/フィレンツェ、サン・マルコ教会
- 祝福を受ける聖母子（1449年）テンペラ、木の台の上の絹、254 x 130 cm/ローマ、サンタ・マリア・ソプラ・ミネルヴァ教会
- 聖フランチェスコとシエナの聖ベルナルディノにはさまれた聖母子（1450年）フレスコ/モンテファルコ、サン・フォルトゥナート修道院
- 玉座の聖フォルトゥナトゥス（1450年）フレスコ、200 x 110 cm/モンテファルコ、サン・フォルトゥナート修道院
- 聖母子（1450年）フレスコ、250 x 135 cm/モンテファルコ、サン・フォルトゥナート修道院
- パドヴァの聖アントニウス（1450年代）板/サンタ・マリア・イン・アラチェーリ教会
- 帯のマリア（1450年）テンペラ、板、133 x 165 cm/バチカン美術館
- 聖者たちに囲まれた聖母子（1452年）フレスコ/モンテファルコ、サン・フランチェスコ教会サン・ジェロラーモ礼拝堂
- 聖ヒエロニムスのアンティオキアからの旅立ち（1452年）フレスコ/モンテファルコ、サン・フランチェスコ教会サン・ジェロラーモ礼拝堂
- ライオンの足のトゲを抜く聖ヒエロニムス（1452年）フレスコ/モンテファルコ、サン・フランチェスコ教会サン・ジェロラーモ礼拝堂
- 聖フランチェスコ、聖ベルナルディノ、フラ・ヤコポと聖母子（1452年頃）テンペラ、板、34 x 54 cm/ウィーン、美術史美術館
- 洗礼者ヨハネ、聖ペテロ、聖ヒエロニムス、聖パウロと聖母子（1456年）テンペラ、板、122 x 212 cm/ペルージャ、国立ウンブリア美術館
- 東方三博士の行列（1459年 - 1460年）フレスコ/フィレンツェ、メディチ・リカルディ宮マギ礼拝堂
- 聖母子（1460年頃）テンペラ、板、84.8 x 50.6 cm/デトロイト美術館
- 浄めの祭壇画（1461年）テンペラ、板、158 x 171 cm/ロンドン、ナショナル・ギャラリー
- ナポレオーネ・オルシーニを復活させる聖ドミニコ（1461年）テンペラ、板、25 x 35 cm/ミラノ、ブレラ美術館
- シモン・マグスの失墜（1461年 - 1462年）テンペラ、板、24 x 35,5 cm/ハンプトン・コート、ロイヤル・コレクション
- サロメの踊り（1461年 - 1462年）テンペラ、板、23.8 x 34.3 cm/ワシントン、ナショナル・ギャラリー
- 聖アウグスチノ伝（1464年 - 1465年）フレスコ/サン・ジミニャーノ、サンタゴスティーノ教会
- 4人の福音記者（1464年 - 1465年）フレスコ/サン・ジミニャーノ、サンタゴスティーノ教会
- 聖者たち（1464年 - 1465年）フレスコ/サン・ジミニャーノ、サンタゴスティーノ教会
- 聖セバスティアヌス （1464年 - 1466年）フレスコ、527 x 248 cm/サン・ジミニャーノ、サンタゴスティーノ教会
- 聖セバスティアヌスの受難（1465年）テンペラ、板、525 x 378 cm/サン・ジミニャーノ、参事会教会
- 聖カタリナの神秘の結婚（1466年）テンペラ、板、90 x 50 cm/テルニ県立美術館
- 聖アンデレとプロスペルと聖母子（謙虚の聖母）（1466年）テンペラ、板、137 x 138 cm/サン・ジミニャーノ市立美術館
- 聖トマス・アクィナスの勝利（1471年）テンペラ、板、230 x 102 cm/パリ、ルーヴル美術館
- ワインとノアの泥酔（1469年 - 1484年）フレスコ/ピサ、カンポサント
- 聖母伝（1484年）フレスコ転写/カステルフィオレンティーノ市立図書館
- キリスト降架（1491年）油彩、カンヴァス、180 x 300 cm/フィレンツェ、ホーン美術館

### 作品解説（日本語）
- 『ベノッツォ・ゴッツォリ　素描研究と色彩への関心　イタリア・ルネサンスの巨匠たち12』 クリスティーナ・アチディーニ・ルキナート／池上公平、野村幸弘訳　（東京書籍、1995年）